# Tetraschalis lemurodes
Tetraschalis lemurodes là một loài bướm đêm thuộc họ Pterophoridae. Nó được tìm thấy ở New Guinea.